# تروي نيكلاس
تروي نيكلاس (بالإنجليزية: Troy Niklas)‏ هو لاعب كرة قدم أمريكية أمريكي، ولد في 18 سبتمبر 1992 في فوليرتون في الولايات المتحدة.

## وصلات خارجية
- تروي نيكلاس على موقع مرجع كرة القدم المحترفة.كوم (الإنجليزية)